# Xã Callaway, Quận Becker, Minnesota
Xã Callaway (tiếng Anh: Callaway Township) là một xã thuộc quận Becker, tiểu bang Minnesota, Hoa Kỳ. Năm 2010, dân số của xã này là 287 người.